# Filip Wojciechowski Trio
Filip Wojciechowski Trio – polski zespół jazzowy, utworzony w 2000 roku.

## Historia
Formacja Filip Wojciechowski Trio jest laureatem licznych konkursów jazzowych w kraju jak i za granicą. Zespół brał udział w wielu międzynarodowych festiwalach jazzowych. Trio wykonuje kompozycje pianisty Filipa Wojciechowskiego, standardy jazzowe, a także interpretacje utworów z kanonu muzyki poważnej. Muzycy zespołu związani są z warszawską akademią muzyczną..
Dyskografia grupy obejmuje pięć albumów: Classic Jazz nagrany dla niemieckiej wytwórni Sächsische Tonträger w 2000 roku; Romantic meets jazz nagrany dla wytwórni Dux w 2003 roku. Poza tym Chopin z 2010 i Moments z 2011, a także płytę Inny Chopin.

## Członkowie
- Filip Wojciechowski - Fortepian
- Paweł Pańta - Kontrabas
- Cezary Konrad - Perkusja

## Dyskografia

### Classic Jazz(2000)
Lista utworów:
1. Ludwig van Beethoven - Rondo, Allegro 3. Satz aus dem Klavierkonzert nr 3 c-moll op.37
2. Johann Sebastian Bach - Courante a.d. Partita G-dur BWV 829 ; Choral "Jesus bleibet meine Freude" a.d. Kantate "Herz und Mund und Tat und Leben" BWV 147
3. Johann Sebastian Bach - Inventio 13 a-moll BWV 784
4. Wolfgang Amadeus Mozart - La ci darem la mano
5. Frederic Chopin - Etude f-moll op.25 nr 2
6. Frederic Chopin - Etude es-moll op.10 nr 6
7. Frederic Chopin - Etude F-dur op.10 nr 8
8. Frederic Chopin - Grande valse brillante Es-dur op.18 nr 1
9. Frederic Chopin - Mazurka D-dur op.33
10. Robert Schumann - "Traumerei" aus Kinderszenen op.15
11. Franz Liszt - Liebestraum nr 3 As-dur op.62
12. Johannes Brahms - Ungarischer Tanz nr 5 g-moll
13. Filip Wojciechowski - Meeting

### Romantic meets jazz(2003)
Lista utworów:
1. Johann Sebastian Bach - Prelude in B flat major (Das Wohltemperierte Klavier)
2. Franz Schubert - I part from Symphony no.9 in C major, D 944, "Great"
3. Frederic Chopin - Etude in F minor op.10 no.9
4. Filip Wojciechowski - Past
5. Filip Wojciechowski - View
6. Sergey Rachmaninov - Variation no.18 from the Rhapsody on Paganini theme
7. Isaak Albeniz  - Evocation from Suite Iberia
8. Manuel de Falla - Fire Dance
9. Frederic Chopin - Nocturne in F major op.15 no.1

### Inny Chopin
Lista utworów:
1. Etiuda f-moll op.25 nr 2
2. Preludioum e-moll op.28 nr 4
3. Walc Es-dur op.18
4. Etiuda es-moll op.10 nr 6
5. Mazurek D-dur op.33 nr 2
6. Ballada g-moll op.23
7. Etiuda E-dur op.10 nr 3
8. Preludium G-dur op.28 nr 3
9. Nokturn F-dur op.10 nr 8
10. Preludium c-moll op.28 nr 20

### Chopin(2010)
Lista utworów:
1. Mazurek a-moll op. 68 nr 2
2. Preludium G-dur op. 28 nr 3
3. Ballada g-moll op. 23 nr 1
4. Walce Es-dur op. 18
5. Etiuda E-dur op. 10 nr 3
6. Etiuda f-moll op. 25 nr 2
7. Nokturn F-dur op. 14 nr 1
8. Mazurek D-dur op. 33 nr 2
9. Etiuda es-moll op. 10 nr 6

### Moments(2011)
Lista utworów:
1. Moments
2. View
3. At Sea
4. Last Maze
5. Past
6. Insecurity
7. Heimstrasse
8. F. Chopin: Etude in E flat minor op.10 no.6
9. J.S.Bach: Prelude in B flat major